# Les Solanetes (Cornudella de Montsant)
Les Solanetes és una muntanya de 1.053 metres al municipi de Cornudella de Montsant, a la comarca catalana del Priorat., capçal de la Serra de la Gritella. El nom és una indicació l'exposició o l'orientació solana.